# ديردري بيرن
ديردري بيرن (بالإنجليزية: Deirdre Byrne)‏ هي عداء مسافات متوسطة أيرلندية، ولدت في 21 سبتمبر 1982.

## وصلات خارجية
- ديردري بيرن على موقع الاتحاد الدولي لألعاب القوى (الإنجليزية)
- ديردري بيرن على موقع الدوري الماسي (الإنجليزية)